# Andesiops torrens
Andesiops torrens es una especie de insecto del orden Ephemeroptera, familia Baetidae.

## Distribución
Se encuentra en Argentina y Chile.
En Chile se distribuye por las regiones de Coquimbo, Valparaíso, Metropolitana de Santiago, Libertador General Bernardo O'Higgins, Ñuble, Biobío, Araucanía, Los Ríos, Los Lagos, Aysén del General Carlos Ibáñez del Campo y Magallanes y de la Antártica Chilena.